# Chích chòe
Chích chòe là tên gọi chung để chỉ một số loài chim kích thước trung bình, ăn sâu bọ (một số loài còn ăn cả các loại quả mọng và các loại quả khác) trong các chi Copsychus sensu lato và Enicurus. Trước đây chúng được phân loại trong họ Hoét (Turdidae), nhưng hiện nay thông thường hay được coi là một phần của họ Đớp ruồi (Muscicapidae).
Các loài chim này sinh sống trong các cánh rừng và vườn ở châu Phi và châu Á.

## Các loài
- Chi Copsychus (bao gồm cả Trichixos, Saxicoloides và Kittacincla): Chích chòe than, chích chòe lửa và đồng minh.
  - Copsychus albospecularis: Chích chòe Madagascar
  - Copsychus mindanensis: Chích chòe Philippines, mới tách ra từ chích chòe than như là một loài riêng biệt (theo Sheldon và ctv., 2009).
  - Copsychus saularis: Chích chòe than hay chích chòe phương Đông
  - Copsychus sechellarum: Chích chòe Seychelles
  - Copsychus albiventris: Chích chòe lửa Andaman
  - Copsychus cebuensis: Chích chòe lửa đen
  - Copsychus luzoniensis: Chích chòe lửa trán trắng
  - Copsychus malabaricus: Chích chòe lửa hay chích chòe đuôi trắng
  - Copsychus niger: Chích chòe lửa huyệt trắng
  - Copsychus stricklandii: Chích chòe lửa chỏm đầu trắng
  - Copsychus pyrropygus: Chích chòe lửa đuôi hung
  - Copsychus fulicatus: Chích chòe Ấn Độ, oanh Ấn Độ
- Chi Enicurus: 8 loài chích chòe nước.
  - Enicurus borneensis[1]: Chích chòe nước Borneo.
  - Enicurus immaculatus: Chích chòe nước lưng đen
  - Enicurus leschenaulti: Chích chòe nước đầu trắng
  - Enicurus maculatus: Chích chòe nước đốm trắng hay chích chòe nước lưng đốm
  - Enicurus ruficapillus: Chích chòe nước gáy hạt dẻ
  - Enicurus schistaceus: Chích chòe nước trán trắng hay chích chòe nước lưng xám
  - Enicurus scouleri: Chích chòe nước nhỏ
  - Enicurus velatus: Chích chòe nước Sunda